# 上場企業一覧
上場企業一覧（じょうじょうきぎょういちらん）は、上場企業の一覧の一覧である。

## 日本

### 取引所・市場別
- 東京証券取引所プライム市場上場企業一覧
- 東京証券取引所スタンダード市場上場企業一覧
- 東京証券取引所グロース市場上場企業一覧
- 名古屋証券取引所プレミア市場上場企業一覧
- 名古屋証券取引所メイン市場上場企業一覧
- 名古屋証券取引所ネクスト市場上場企業一覧
- 福岡証券取引所本則市場上場企業一覧
- Q-Board上場企業一覧
- 札幌証券取引所本則市場上場企業一覧
- アンビシャス上場企業一覧

### テーマ別
- 親子上場を行っている企業一覧
- 親子上場を解消した企業一覧
- 上場中止した企業一覧
- 再上場した企業一覧
- 特別注意銘柄に指定された企業一覧
- 上場廃止となった企業一覧
  - 東京証券取引所で上場廃止となった企業一覧
  - 大阪証券取引所で上場廃止となった企業一覧
  - ジャスダックで上場廃止となった企業一覧
  - ヘラクレスで上場廃止となった企業一覧
  - 名古屋証券取引所で上場廃止となった企業一覧
  - 福岡証券取引所で上場廃止となった企業一覧
  - 札幌証券取引所で上場廃止となった企業一覧